# Stephanachne
Stephanachne és un gènere de plantes de la família de les poàcies, ordre de les poals, subclasse de les commelínides, classe de les liliòpsides, divisió dels magnoliofitins.
Aquest gènere es troba a la Xina i a l'est de Rússia.

## Taxonomia
- Stephanachne monandra
- Stephanachne nigrescens
- Stephanachne pappophorea